# Ricky Nattiel
(en) Statistiques sur pro-football-reference
Richard Rennard Nattiel, né le 25 janvier 1966 à Gainesville en Floride, est un joueur professionnel de football américain qui évoluait au poste de wide receiver avec les Broncos de Denver.

## Carrière
Nattiel est sélectionné au premier tour de la draft 1987 par les Broncos de Denver avec qui il joue six saisons de 1987 à 1992. Avant cela, il avait fait partie de l'équipe de l'Université de Floride. Il participe avec les Broncos à trois Super Bowls, réceptionnant notamment une passe de 56 yards de John Elway lors du Super Bowl XXII contre les Redskins de Washington.
Nattiel ainsi que Vance Johnson et Mark Jackson forment, pendant ces six années, un trio surnommé « The Three Amigos ».